# Michael Flügel

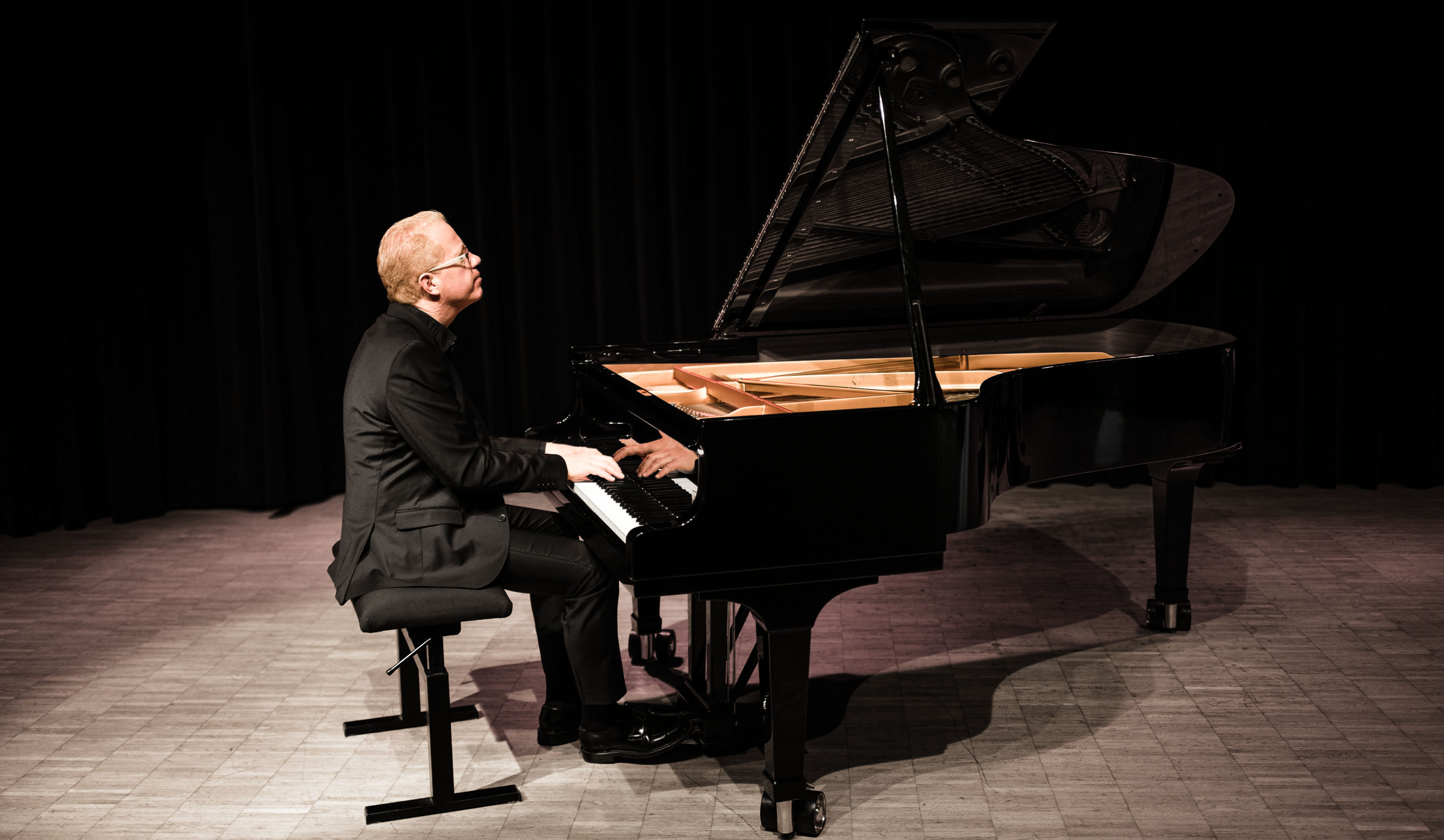
Der Jazzpianist Michel Flügel

Michael Flügel (* 20. Oktober 1970 in Nürnberg) ist ein deutscher Jazzmusiker (Piano und Komposition).

## Leben und Wirken
Flügel begann mit fünf Jahren mit dem Klavierspiel. Mit 18 Jahren besuchte er die ersten Jazzworkshops. Danach studierte er Jazz und moderne Musik an der Hochschule für Musik und Theater Hannover und der Hochschule für Musik Würzburg. In seinem Quintett spielten zunächst Hubert Winter, Sebastian Strempel, Rainer Werb und Dejan Terzic. Er war auch Mitglied der Gruppen von Norbert Emminger und Lutz Häfner, an deren Alben er auch beteiligt ist. Auch ging er mit Ingrid Jensen, Enrico Rava, Leszek Zadlo, Bert Joris, Johannes Faber und Martin Krusche auf Tournee. 2012 spielte er im Quintett von Tony Lakatos und Axel Schlosser, mit dem er auch in China auftrat, sowie in der Nürnberger Big Band Sunday Night Orchestra. Außerdem gab er Konzerte mit dem Saxophonisten Roman Schwaller. 2017 spielte er mit dem Saxophonurgestein Emil Mangelsdorff, der zur Zeit des Auftritts 91 Jahre alt war.

## Preise und Auszeichnungen
Als Mitglied des Lutz-Häfner-Quartetts nahm der Pianist teil an den Endausscheidungen der European Jazz-Competitions in Leverkusen, in Bilbao und in Hoeilart, wo sie jeweils Zweite Preise gewannen. 2001 erhielt er den Kulturförderpreis der Stadt Fürth.

## Diskographische Hinweise
- Jo Nied Group, About Love, Jazz4Ever
- Cotton Club feat. Kathrin Kohlmann, The Christmas Songbook, MDL-Jazz
- The Michael Flügel Quartet, Plays The Music of Wayne Shorter (2005), Jazz4ever
- Lutz Häfner Quintett featuring Tim Hagans Mons Records
- Michael Flügel Quintett (2002) Media Arte
- Enrico Rava & Michael Flügel Quartet, Live at Birdland Neuburg (1999) Double Moon Records
- Eye of the Hurricane (1992) AHO-recording

## Lexikalische Einträge
- Jürgen Wölfer: Jazz in Deutschland. Das Lexikon. Alle Musiker und Plattenfirmen von 1920 bis heute. Hannibal, Höfen 2008, ISBN 978-3-85445-274-4.

| Personendaten    | Personendaten                                 |
| ---------------- | --------------------------------------------- |
| NAME             | Flügel, Michael                               |
| KURZBESCHREIBUNG | deutscher Jazzmusiker (Piano und Komposition) |
| GEBURTSDATUM     | 20. Oktober 1970                              |
| GEBURTSORT       | Nürnberg                                      |